# 格拉斯米爾

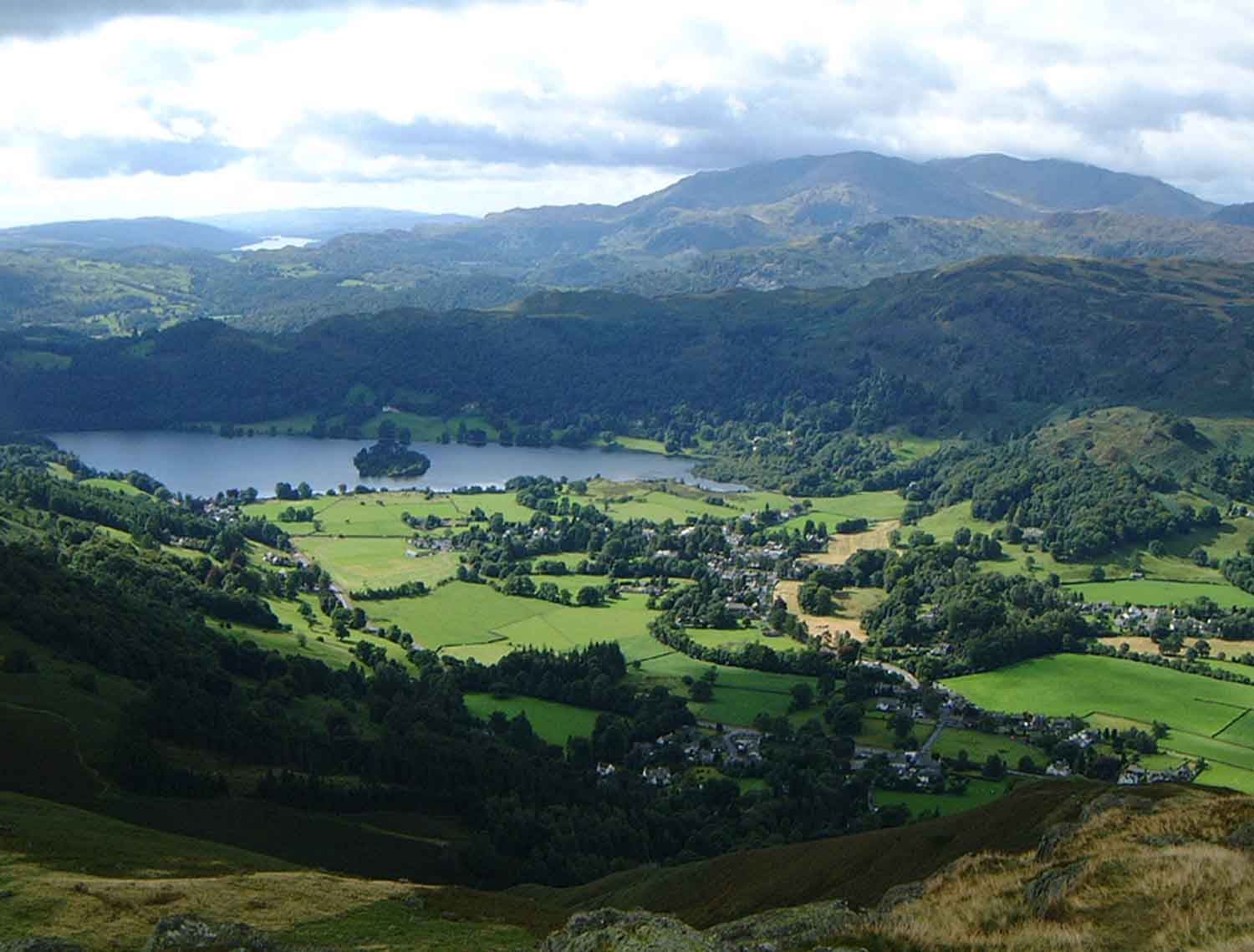
從“Stone Arthur”看格拉斯米爾

格拉斯米爾（Grasmere）是位於英格蘭湖區的一個小村莊，附近就是格拉斯米爾湖。湖畔诗人華茲華斯在這裡住了14年。它原屬威斯特摩蘭郡，1974年劃入坎布里亞郡。

## 交通
此地通過A591號公路與外界聯通，捷達555路公交在此停留。

## 外部連接
- South Lakeland – Ward Profiles
- The Cumbria Directory – Grasmere （页面存档备份，存于）
- 中的“格拉斯米爾”
- Lake District Walks – Grasmere Walks